# Hiroyuki Owaku
Hiroyuki Owaku (大和久宏之, Ōwaku Hiroyuki) é um escritor e programador japonês nascido em 1975, mais conhecido por seu trabalho com a Team Silent na série de jogos eletrônicos Silent Hill.

## Carreira
Owaku primeiramente trabalhou no jogo de terror de sobrevivência Silent Hill como programador de eventos e inimigos. Após o sucesso do jogo, a Team Silent trabalhou em continuações, diretas e indiretas, e Owaku trabalhou consistentemente como roteirista. Foi programador de dramatização de Silent Hill 2 e é creditado como roteirista. Também escreveu o roteiro de Silent Hill 3, continuação direta do primeiro jogo.
A Team Silent foi dissolvida pela Konami após o lançamento de Silent Hill 4: The Room. O diretor Suguru Murakoshi tomou conta do roteiro do jogo, e Owaku foi creditado com um "agradecimento especial", por ter composto as letras das canções Tender Sugar, Cradle of Forest, Your Rain, Room of Angel e Waiting for You, sendo esta última presente em Karaoke Revolution Volume 3, pela qual ele também recebe crédito.
Desde então, desenvolvedoras externas à Konami têm tomado conta da série. Owaku e seu colega artista da Team Silent, Masahiro Ito, fizeram respectivamente, o roteiro e a arte de Silent Hill: Cage of Cradle, um mangá digital de 2006 publicado pela Konami, disponível para download em celulares e disponível apenas no Japão. Este recebeu a continuação Silent Hill: Double Under Dusk de 2007. Owaku também recebeu crédito com outro "agradecimento especial" em Silent Hill: Origins. Isso faz de Owaku a segunda pessoa que mais contribuiu para os jogos da série Silent Hill, atrás apenas do compositor Akira Yamaoka, que participou do desenvolvimento de todos os jogos até Silent Hill: Shattered Memories.

### Jogos
| Título                  | Data de lançamento | Função                                                                                          |
| ----------------------- | ------------------ | ----------------------------------------------------------------------------------------------- |
| Silent Hill             | 1999               | Programador de eventos, programador de inimigos                                                 |
| Silent Hill 2           | 2001               | Roteirista, programador de dramatização                                                         |
| Silent Hill 3           | 2003               | Roteirista                                                                                      |
| Silent Hill 4: The Room | 2004               | Letrista das canções Tender Sugar, Cradle of Forest, Your Rain, Room of Angel e Waiting for You |

### Mangás
| Título                         | Data de lançamento | Função   |
| ------------------------------ | ------------------ | -------- |
| Silent Hill: Cage of Cradle    | 2006               | Escritor |
| Silent Hill: Double Under Dusk | 2007               | Escritor |